# Obwód Żoliborz Armii Krajowej

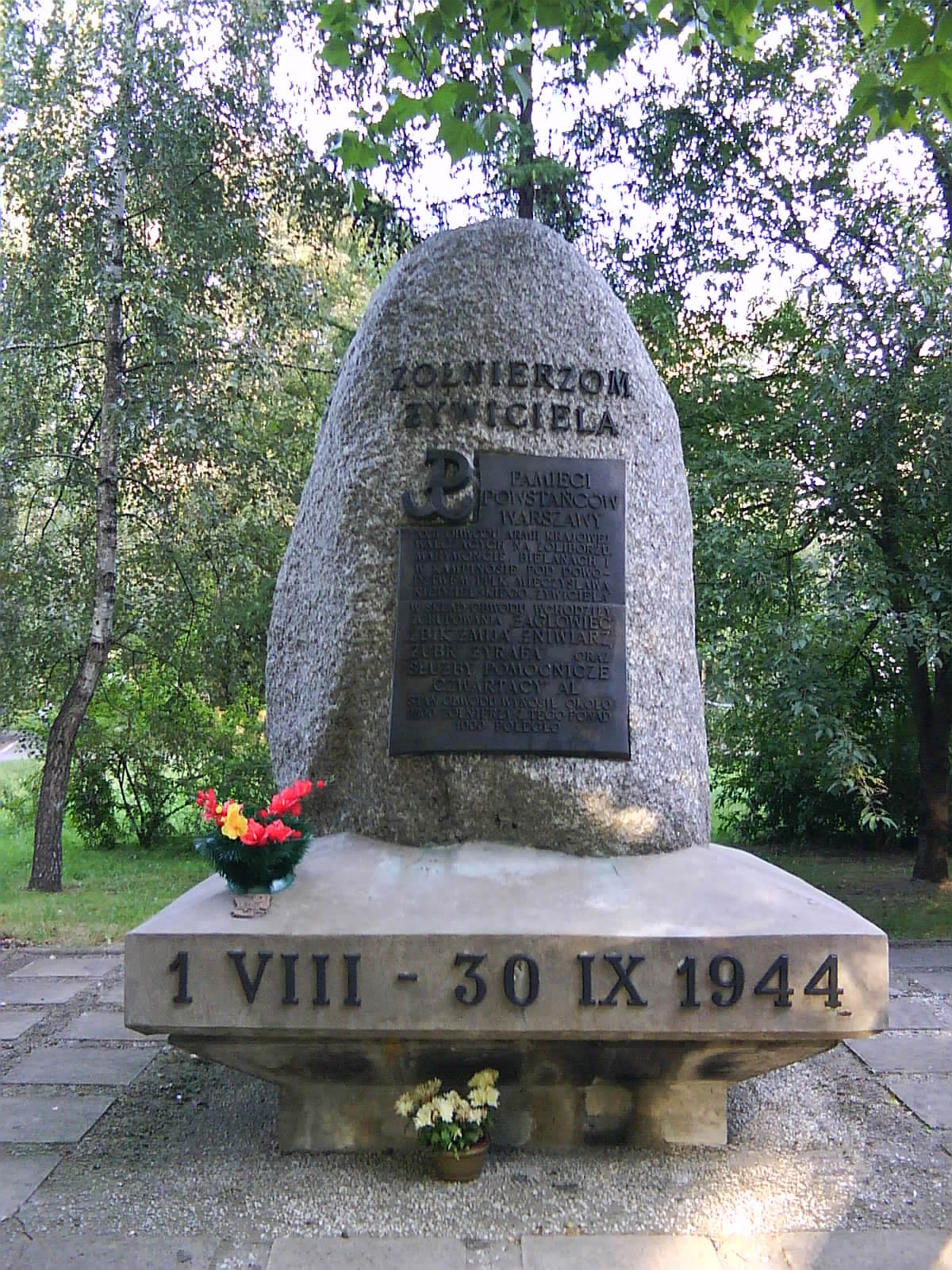
Pomnik Żołnierzy AK Obwód „Żywiciel” w parku im. Żołnierzy Żywiciela w Warszawie.

Obwód II Żoliborz kryptonimy: „Siedemnastka”, „17” (w ramach SZP),”42” (w ramach ZWZ/AK), „XXII” (od 15 czerwca 1944), „II” (od 9 sierpnia 1944) – struktura Okręgu Warszawskiego Armii Krajowej, działającego w konspiracji w okresie okupacji niemieckiej w Polsce oraz walczącego w powstaniu warszawskim.

## Okres konspiracji
Zalążki obwodu wywodziły się z różnych organizacji, takich jak Związek Harcerstwa Polskiego, Związek Rezerwistów i Polska Partia Socjalistyczna.
Najstarszy związek konspiracyjny został utworzony na Żoliborzu przez żołnierzy 21 Pułk Piechoty „Dzieci Warszawy”. Dowództwo objął chor. Stefan Szuba. Pierwszym komendantem II Obwodu Żoliborz był mjr Stanisław Thun „Nawrot”. Po nim w 1940 dowództwo objął mjr Mieczysław Niedzielski „Żywiciel”, „Wojciechowski”, „Sadownik”.

## Organizacja
Dowództwo obwodu
- komendant – ppłk. Mieczysław Roman Niedzielski „Żywiciel”;
- Zastępca – NN
- oficer organizacyjny – mjr piech. Andrzej Janczak „Saksofon”;
- oficer informacyjny – por. Jan Boski „Skiba”;
- oficer kontrwywiadu – ppor. rez. piech. Robert Augustyniak „Szlem”;
- oficer wyszkolenia – mjr Kazimierz Kostecki „Sas”;
- kwatermistrz – kpt. piech. Stanisław Stefański „Ślązak”;
- oficer broni – por. rez. Maksymilian Potrawiak „Sztukator”;
- lekarz – por. Eugeniusz Błeszyński „Staruszek”;
- kapelan – ppłk ks. Zygmunt Trószyński „Alkazar”;
- oficer łączności – ppor. rez. łącz. Józef Krzeski „Słuchawka”;
- referat prasowy – kpr. pchor. Edward Złotkowski „Smyk”;
- oficer saperów – ppor. Antoni Jarosiński „Student”;
- dywersja bojowa – por. Mieczysław Morawski „Scewola”;
- Inspektor WSOP – kpt. rez. Henryk Kaniuk „Ludwik”;
- Adiutant Obwodu – por. rez. Władysław Dehnel „Agrafka”, „Skoczylas”;

Oddziały dyspozycyjne
- 9 kompania dywersyjna – dowódca por. Mieczysław Morawski „Scewola”; (plutony 226, 229, 230);
- Pluton „BS” 227 – dowódca ppor. Stanisław Wojciechowski „Szatan”;
- Pluton łączności 228 – ppor. rez. Józef Krzeski „Słuchawka”;
- Pluton WSOP Użyteczności Publicznej 298;
- Pluton WSOP Użyteczności Publicznej 299[2].
- Pluton art. 556 (z Obwodu Mokotów)[3]

Rejony i oddziały
II obwód składał się z czterech rejonów:
- Rejon I Żoliborz kryptonim „XXII-21”- dowódca kpt. Marian Kamiński ps. „Żaglowiec”, „Ster”, „Jur”;
  - I Zgrupowanie – dowódca por. rez. Eugeniusz Muszyński „Paweł” (plutony 201 i 210);
  - II Zgrupowanie – dowódca chor. Michał Hurła „Vis” (plutony 203 i 205);
  - III Zgrupowanie – dowódca ppor. rez. piech. Jan Marczewski „Cap” (plutony 207 i 209);
  - IV Zgrupowanie – dowódca por. rez. Stanisław Witomski „Jacek"- nie stawił się (plutony 206, 208);
  - Plutony 202 i 204 podległe dowództwu;
  - Zgrupowanie WSOP – dowódca kpt. Nikita Szleńczak-Jurczenko „Sokół Andrzej” (plutony 280, 281, 282, 283, 284, 285, 286);
- Rejon II Marymont kryptonim „XXII-22” – dowódca rtm. Adam Rzeszotarski ps. „Żmija”, „Junosza”, „Sum”;
  - 1 kompania – dowódca por. Kazimierz Nowak „Andrzej” (plutony 225, 238, 244);
  - Kompania (Zgrupowanie) WSOP – dowódca NN (plutony 288, 289, 290).
- Rejon III Bielany kryptonim „XXII-23” – dowódca kpt. Marian Masternak „Zwoliński” (do 1943), następnie mjr Władysław Nowakowski „Serb”, „Żubr”;
  - I Zgrupowanie – dowódca ppor. Stanisław Rudowicz „Brzoza” – zg. 1 sierpnia 1944; (plutony 211, 213, 214);
  - II Zgrupowanie – dowódca ppor. rez. Jerzy Terczyński „Starża” (plutony 212, 237, 239);
  - III Zgrupowanie – dowódca ppor. cz. woj. Jerzy Zdrodowski „Kwarciany” (plutony 247, 248, 249, 250);
  - IV Zgrupowanie – dowódca por. Marian Redwan „Ojciec Marian” (plutony 255, 256);
  - Zgrupowanie WSOP – dowódca sierż. Aleksander Nurowski „Łysy” (plutony 291, 292).
- Rejon IV Powązki kryptonim „XXII-24” – dowódca kpt. Kazimierz Nowacki „Witold”, „Szkodnik”, „Żyrafa”;
  - I Zgrupowanie (IV Batalion OW PPS im. Jarosława Dąbrowskiego) – dowódca ppor. Roman Dąbrowski „Stary” 
    - 1 kompania im. Walerego Wróblewskiego - dowódca ppor. rez. Tadeusz Juliusz Zaliwski „Jan”;(plutony 218, 221);
    - 2 Kompania im. Komuny Paryskiej - dowódca ppor. rez. piech. Aleksander Loewenstein „Borowicz” (plutony 219/I, 219/II, 220);

  - II Zgrupowanie – dowódca kpt. Władysław Borkiewicz „Władysław”;
    - 1 kompania (plutony 215, 233, 234) – dowódca por. Witold Plechawski „Sławomir”;
    - 2 kompania „Powiśle” (11 Batalion Pancerny) – plutony 245, 246 dowódca ppor. Stanisław Rydzykowski „Belina”.
    - 3 kompania – plutony 222, 223 i prawdopodobnie 216 i 217)

  - Samodzielna kompania „Kmicic” – dowódca ppor. Aleksander Zamojski „Kmicic” (plutony 240, 241, 242)[4]
  - 3 kompania Rejonu 7 (Ożarów Mazowiecki VII Obwodu AK – por. Mieczysław Głowacki „Mieczysław”; Plutony 1762, 1764, 1765 (włączona w lipcu 1944)[4]
  - Kompania WSOP – dowódca por. rez. sap. Czesław NN „Kmita” (plutony 294, 295, 296, 297);

Stan osobowy Obwodu w licu 1944 wynosił 132 oficerów, ok. 2921-2953 żołnierzy i blisko 400 kobiet. Łącznie ok. 3400 osób.
Na wypadek wybuchu powstania oddziałom „Żywiciela” postawiono zadania:
- Od południa: zdobycie Cytadeli, fortu Traugutta, fortu Legionów i Dworca Gdańskiego;
- Od zachodu: zdobycie Instytutu Chemicznego, Fortu Bema, Boernerowa i baterii armat przeciwlotniczych na Burakowie;
- Od północy: zdobycie Centralnego Instytutu Wychowania Fizycznego, lotniska bielańskiego i Szkoły Gazowej na Marymoncie.

## Szlak bojowy

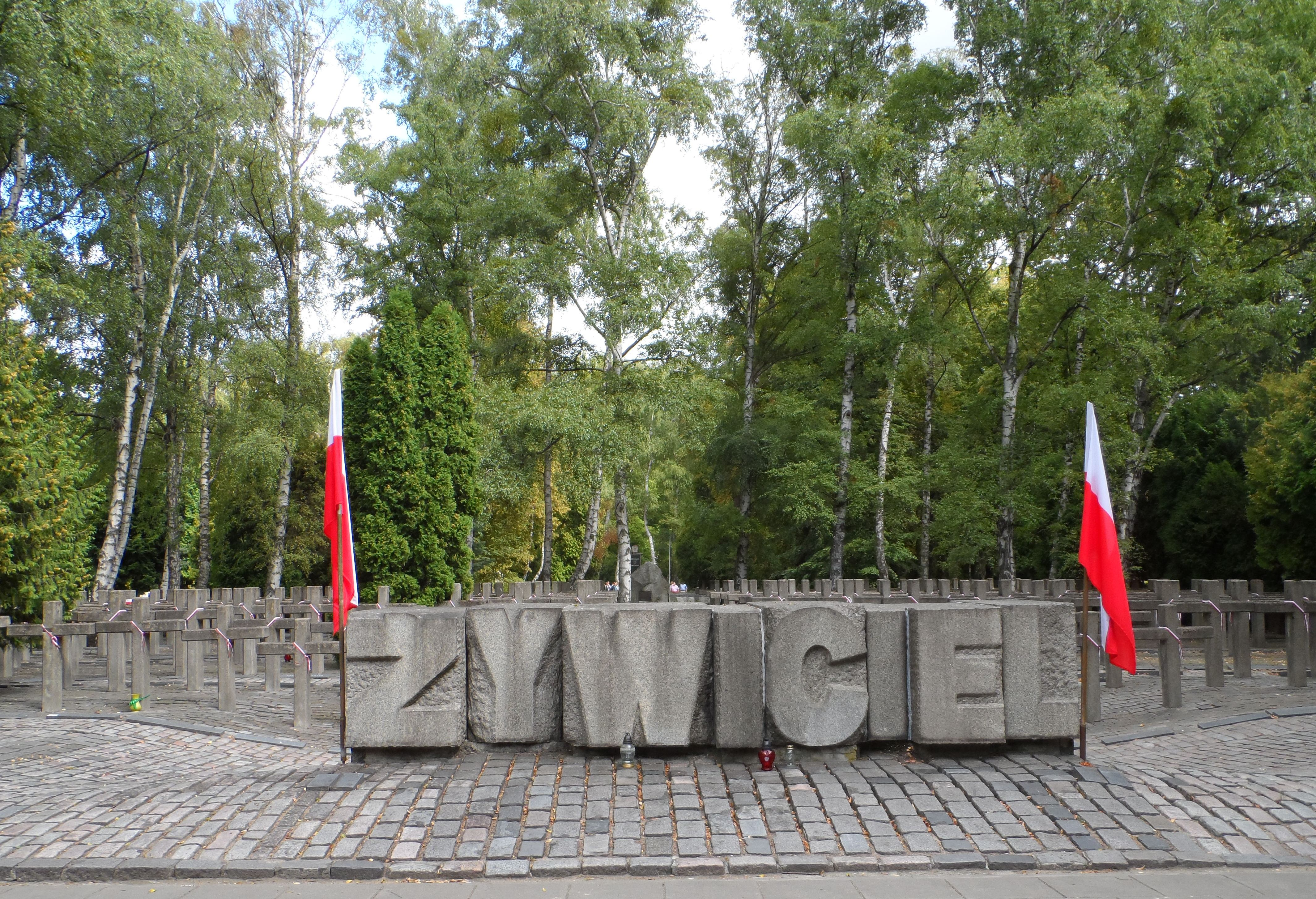
Kwatera „Żywiciela” na Powązkach Wojskowych

1 sierpnia o godzinie „W” w rejon mobilizacji stawiło się 60% żołnierzy. Wobec braków w uzbrojeniu i niewykorzystaniu elementu zaskoczenia, natarcia jednostek powstańczych zostały odparte. Oddziały Obwodu poniosły duże straty ludzkie i materiałowe.
W godzinach wieczornych 1 sierpnia ppłk. „Żywiciel” podjął decyzję o wycofaniu oddziałów do Puszczy Kampinoskiej, wysyłając łączniczkę Ludmiłę Bassalik-Chabielską ps. „Irena” z meldunkiem o sytuacji i prośbą o dalsze rozkazy do komendanta okręgu płk. Antoniego Chruściela „Monter”. Ta sama łączniczka wróciła do oddziałów obwodu, stacjonujących w Sierakowie, i przekazała rozkaz natychmiastowego powrotu oddziałów na opuszczone pozycje na Żoliborzu. 4 sierpnia oddziały dotarły do centrum Żoliborza i włączyły się do prowadzonych walk.
Ppłk. Niedzielski 5 sierpnia przeprowadził reorganizację II Obwodu i rozkazał przegrupowanie oddziałów. Utworzył zgrupowania liniowe:
- Zgrupowanie „Żaglowiec” (123 żołnierzy i oficerów i 15 kobiet);
- Zgrupowanie „Żmija” (82 żołnierzy i oficerów);
- Zgrupowanie „Żyrafa” (129 żołnierzy i oficerów);
- Zgrupowanie „Żniwiarz” (110 żołnierzy i oficerów);
- pluton osłonowy

11 sierpnia utworzono Zgrupowanie „Żbik” stanowiące obsadę nowego rejonu 5, pod dowództwem kpt Sławomira Plechawskiego „Sławomira”. Zgrupowanie zostało następnie przemianowane na Zgrupowanie „Żyrafa II”, zaś dotychczasowe Zgrupowanie „Żyrafa” otrzymało nazwę „Żyrafa I”. Od 15 września Zgrupowanie „Żyrafa II” wróciło do nazwy „Żbik”.
16 sierpnia utworzono z oddziałów które przeszły z Kampinosu, Zgrupowanie „Żubr”, potem utworzono Zgrupowanie „Żaba” które następnie zostało podporządkowane Zgrupowaniu „Żaglowiec”.
Po 20 września zgrupowania zostały przekształcone w 8 Dywizję Piechoty AK im. Romualda Traugutta, której pełniącym obowiązki dowódcy został płk. Niedzielski „Żywiciel”.
Prowadząc ciężkie walki i ponosząc duże straty, oddziały obwodu dotrwały do momentu kapitulacji dzielnicy 30 września.